# The Apotheosis of Washington

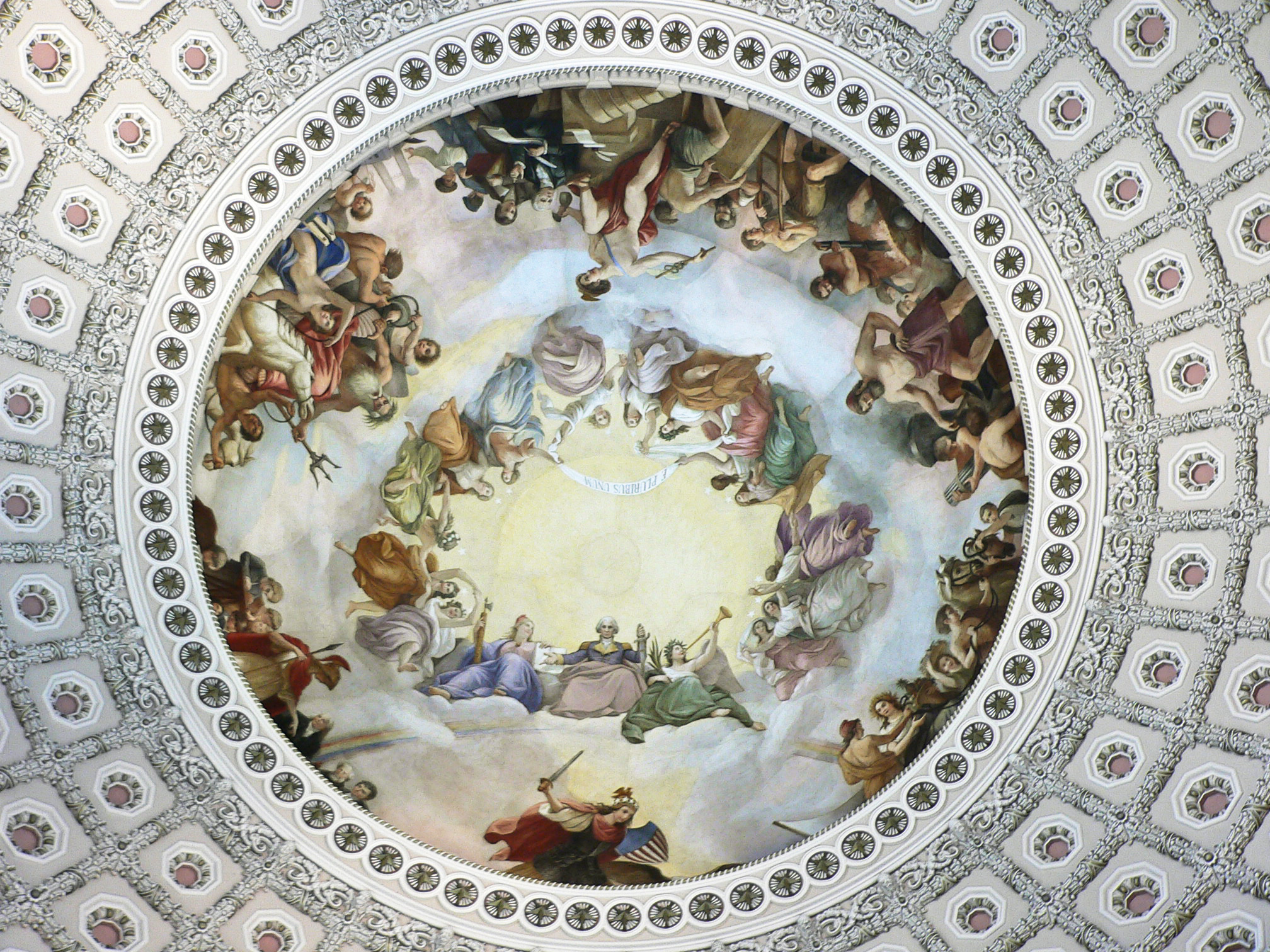
The Apotheosis of Washington.

The Apotheosis of Washington (svenska: Washingtons apoteos) är en mycket stor fresk utförd av den italienske konstnären Constantino Brumidi år 1865 i oculus i Kapitoliums stora dom i USA:s huvudstad Washington D.C.. Målningen befinner sig 55 meter över golvet och täcker en yta av 433 kvadratmeter. De avbildade figurerna är upp till fyra och en halv meter långa och fullt synliga från golvet. Kapitoliums dom färdigställdes 1863, och Brumidi målade den under loppet av 11 månader i slutet av amerikanska inbördeskriget. Han betalades 40 000 dollar (583 093 dollar i 2008 års penningvärde) för sitt arbete.
Brumidi hade arbetat i fyra år i Vatikanen under påve Gregorius XVI, och utförde flera målningar i palats och villor på uppdrag av olika aristokrater, däribland fursten av Torlonia. Brumidi emigrerade till USA 1852, och tillbringade mycket av sina 25 sista år i livet med att utföra arbeten i Kapitolium. Utöver The Apotheosis of Washington är Brumidikorridorerna särskilt berömda.

## Symbolik
The Apotheosis of Washington visar hur USA:s första president George Washington blir gud (apoteos). Washington är allegoriskt representerad, omgiven av figurer ur den grekiska gudavärlden. Presidenten är klädd i lila – en kunglig färg – med en regnbåge vid fötterna, och är flankerad av den romerska gudinnan Victoria, klädd i grönt och blåsande i ett horn, på vänster sida och Friheten på höger sida. Friheten bär en röd mössa, en symbol för frigörelse, efter en romersk tradition där söner som lämnade hemmet gavs en röd mössa. Hon håller en fasces i högra handen och en öppen bok i den vänstra.
Tretton jungfrur bildar en cirkel tillsammans med Washington, Victoria och Friheten. Var och en av jungfrurna har en stjärna ovanför huvudet, vilket symboliserar de tretton kolonier som gjorde sig fria från Storbritannien under amerikanska revolutionskriget. Flera jungfrur vänder Washington ryggen, vilket symboliserar de delstater som utträtt ur federationen vid målningens tillkomst under amerikanska inbördeskriget.
Washington, gudinnorna och de tretton jungfrurna omges av sex scener i målningens utkant. Var och en av dem representerar allegoriskt ett antal teman. Dessa är, räknat från rakt nedanför Washington och sedan medurs, Kriget, Vetenskapen, Flottan, Handeln, Mekaniken och Jordbruket.
Symboliken kring The Apotheosis of Washington behandlas i romanen Den förlorade symbolen av Dan Brown.
| Scen | Beskrivning |
| ---- | --- |
|      | Kriget Friheten, även känd som nationalpersonifikationen Columbia, befinner sig rakt nedanför Washington i personifieringen av kriget. Scenen visar en kvinna som kämpar för frihet. Hon har ett svärd, en mantel, en hjälm och en sköld i den amerikanska flaggans färger, och hon trampar på figurer som symboliserar tyranni och kungamakt. På Frihetens vänstra sida syns en vithövdad havsörn, som är USA:s nationalfågel, med en knippe pilar och en åskvigg i klorna. Dessa påminner om de i USA:s stora sigill. |
|      | Vetenskapen Minerva, hantverkets och visdomens gudinna i romersk mytologi, är porträtterad med hjälm och spjut och pekar på en elektrisk generator, som skapar elektricitet som lagras i ett batteri bredvid en tryckpress, vilket symboliserar stora amerikanska uppfinningar. De amerikanska vetenskapsmännen Benjamin Franklin, Samuel Morse och Robert Fulton tittar på. I den vänstra delen demonstrerar en lärare användandet av passare.                                                                         |
|      | Flottan Denna scen visar Neptun, den romerske havsguden, med en treudd och en krona av sjögräs, sittande i en häststridsvagn av ett snäckskal, dragen av sjöhästar. Venus, kärlekens gudinna som föddes ur havet (jämför Venus födelse av Botticelli), hjälper till att lägga ut den transatlantiska telegrafkabeln, som löpte mellan Amerika och Irland. I bakgrunden syns ett pansarklätt fartyg med skorstenar. |
|      | Handeln Mercurius, handelns gud, med sin bevingade hjälm och sandaler och en kaducé, skänker en påse guld till Robert Morris, den amerikanska revolutionens finansiär. Till vänster flyttar några män en låda på en kärra. |
|      | Mekaniken Vulcanus, eldens och smideskonstens gud, avbildas stående vid ett städ med foten på en kanon, bredvid en stapel med kanonkulor. I bakgrunden skymtar ett ånglok. Mannen vid smedjan tros föreställa Charles Thomas, förman för smidesarbetena under byggandet av Kapitoliums dom. |
|      | Jordbruket Ceres, jordbrukets gudinna, avbildas med en vetekärve och ett ymnighetshorn, en symbol för överflöd, sittande på McCormicks skördemaskin. Personifieringen av det unga Amerika med en frygisk mössa håller hästarnas tyglar medan gudinnan Flora plockar blommor i bakgrunden. |